# Circle 7 Animation
En 2004, Disney va formar Circle 7 Animation, el propòsit del qual era crear seqüeles per a les pel·lícules de Pixar. Un dels exemples més famosos és la versió de Toy Story 3, però també van intentar crear pel·lícules de seguiment per a pel·lícules com Monsters Inc. i Finding Nemo. Circle 7 Animation (o Disney Cercle 7 Animació) era una divisió d'animació característica de Walt Disney que especialitzada a generar imatges i animació digitals per ordinador (CGI) L'estudi no alliberava algunes pel·lícules durant la seva existència, i cap dels seus guions era utilitzat per Pixar.
La divisió va ser anomenada després amb el nom del carrer on el seu estudi va ser localitzat, Cercle Set Passeig a Glendale, Califòrnia, va ser també la casa de KABC-televisió.

## Antecedents
Pixar i Disney originalment tenien un acord de distribució per set pel·lícules que donava propietat plena de Disney dels llargmetratges i els personatges de Pixar, així com els drets de seqüeles. Amb l'èxit de la història de Toy Story 2 en 1999, llavors el CEO de Disney, Michael Eisner i llavors el propietari de Pixar, Steve Jobs començaven a estar en desacord sobre com Pixar hauria de ser portat i els terminis de relació entre empreses. Eisner reclama que la història de Toy Story 2, com era una seqüela, no es considerava part del càlcul de pel·lícula segons l'acord, encara que Steve Jobs no va estar d'acord.
Steve Jobs anuncia el gener de 2004 — després de deu mesos de negociacions — que Pixar no renovaria el seu acord amb Disney i buscaria altres distribuïdors per a la partida de presentacions en 2006. Jobs volia que Pixar rebés la major part dels beneficis que les seves pel·lícules feien (donant a Disney l'estàndard 10% de tarifa de distribució) així com la plena propietat de qualsevol futur film i els personatges que l'estudi crearà després de Cars (2006).
Eisner trobava aquests terminis inacceptables. El productor executiu de Pixar John Lasseter, que havia dirigit personalment Toy Story (1995), la Vida d'Un insecte (1998), i Toy Story 2 (1999), estava torbat en la ruptura de la relació de Disney-Pixar, com estava preocupat pel que Disney podria fer amb els caràcters que Pixar havia creat.

## Història
En 2004, Disney Circle 7 Animation era formada com un estudi d'animació de CGI per crear seqüeles per a Disney que posseïa les propietats de Pixar. A l'estudi es va començar a contractar personal d'aquí a una mica més tard. Va ser una estratègia segons Eisner per continuar pressionant i mantenint les propietats intel·lectuals de Pixar per part de Disney. Eisner va acceptar amb la premissa de recuperar els drets després de set pel·lícules. Els primers (i sols) projectes que l'estudi va treballar eren els primers esborranys de Toy Story 3, Monstres Inc. i Buscant en Nemo 2.
Al final de gener de 2006, el nou CEO de Disney Bob Iger i Jobs van arribar a un acord en el qual Disney compraria Pixar per 7.400 milions de dòlars, fent-se amb el lideratge de Pixar (Edwin Catmull i Lasseter) i amb el control de l'animació de Disney group. Així doncs Pixar estaria fent Toy Story 3 – el director Andrew Stanton afirmava que Pixar, a propòsit, evitava participar i visitar el Cercle 7. El 26 de maig de 2006, Disney oficialment tancava aquesta divisió i es traslladava prop de 80% dels empleats de l'estudi a Walt Disney Animation, que aviat es va dir Walt Disney Studios.
Catmull més tard revelava que el 2014 van patentar Creativitat, Inc. això encara que Pixar havia estat frustrat amb la decisió de Disney de crear Cercle 7 Animació per crear seqüeles de les mateixes pel·lícules de Pixar, no van mantenir als empleats de cercle 7, però la gran majoria van anar a parar a Disney Animation Studios, ja que van ser absorbits per Disney. En efecte, al final van nomenar Andrew Millstein, l'antic cap del Cercle 7, com el director gerent de Walt Disney Animation Studios.